# Frederik de Wit
Frederik de Wit (Gouda, c. 1630-Ámsterdam, 1706) fue un editor, impresor y marchante de estampas neerlandés.

## Vida y obra

### Primeros años
Frederik de Wit nació en una familia protestante en torno a 1629, en Gouda, una pequeña ciudad en la provincia de Holanda, en los Países Bajos. Su padre, Hendrik Fredericsz (1608–29 de julio de 1668), fue un hechtmaecker (fabricante de mangos de cuchillo) de Ámsterdam, y su madre, Neeltij Joosten (m. antes de 1658) fue la hija de un mercader en Gouda. Frederik se casó el 29 de agosto de 1661 con María van der Way (1632–1711), hija de un rico mercader católico de Ámsterdam. Desde hacia 1648, hasta su muerte al final de julio de 1706, De Wit vivió y trabajó en Ámsterdam. Tuvieron siete hijos, pero solo uno, Franciscus Xaverius (1666–1727), sobrevivió.
En 1648, durante el Siglo de Oro Neerlandés, De Wit se trasladó de Gouda a Ámsterdam. A comienzos de 1654 abrió una tienda y oficina de impresión bajo el nombre de De Drie Crabben (los Tres Cangrejos), que fue también el nombre de su casa en el Kalverstraat. En 1655, cambió el nombre de su tienda por Witte Pascaert («la Carta Blanca»). Bajo este nombre De Wit y su empresa se volvieron internacionalmente conocidos.

### En la cartografía
Las primeras imágenes cartográficas que grabó fueron un plano de Haarlem, datado hacia 1648. En algún momento antes de 1649, De Wit grabó mapas urbanos para las ciudades de Rijsel y Doornik, que aparecieron en el Flandria Illustrata por el historiador flamenco Antonio Sanderus.

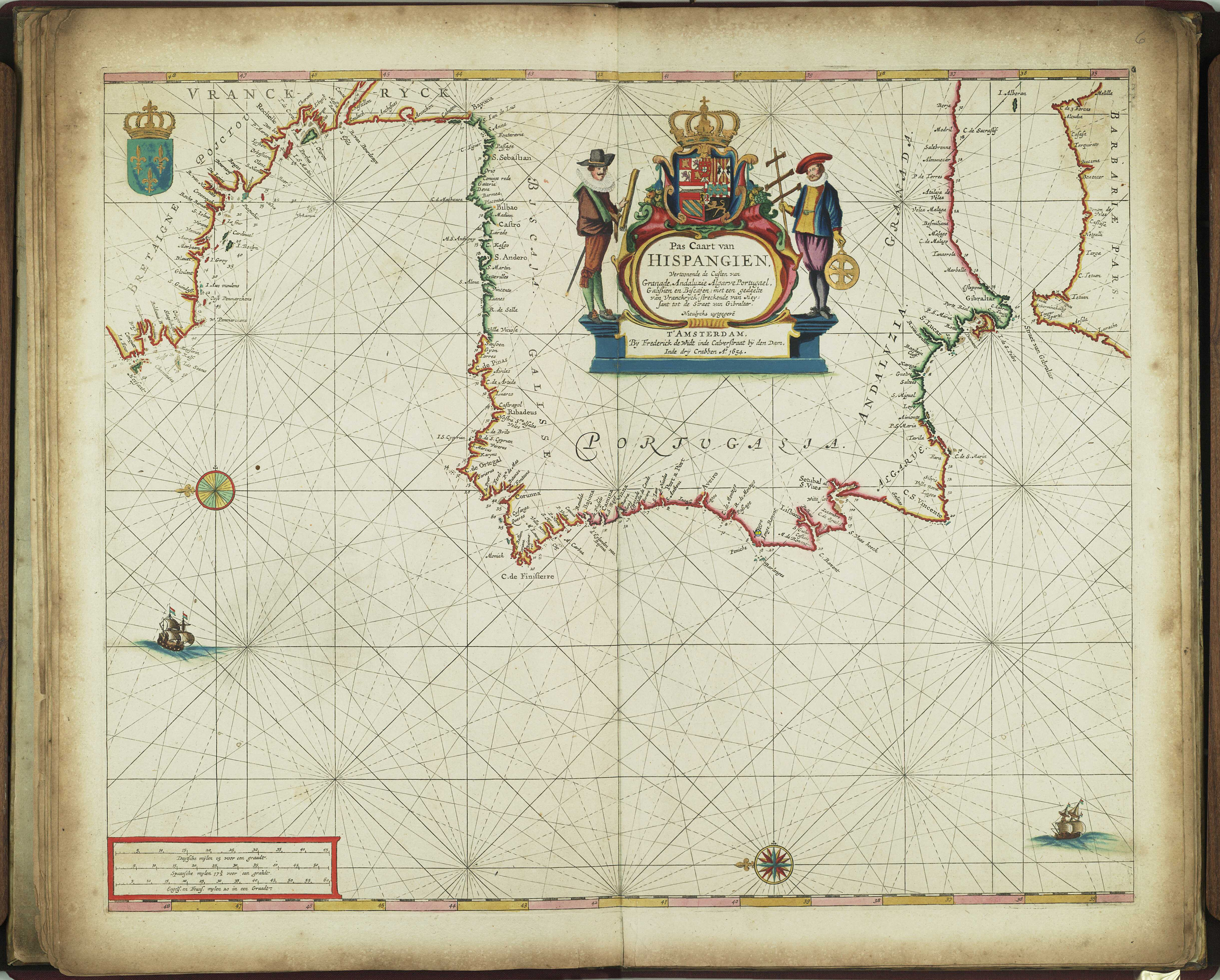
Mapa náutico de España, 1654

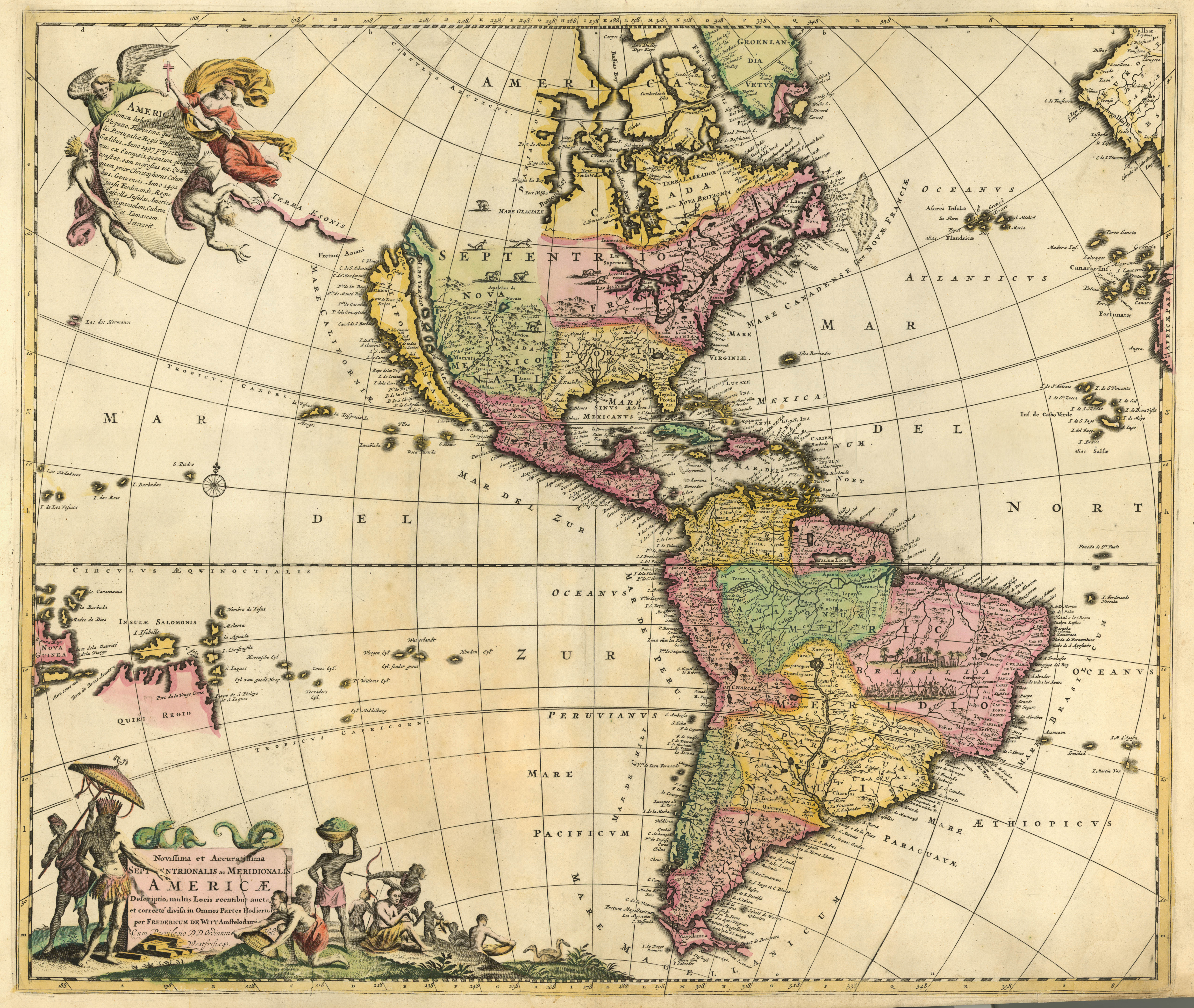
Mapa de América, 1680

Los primeros mapas grabados por De Wit se publicaron en 1654 bajo la dirección de De Drie Crabben. El primer mapa grabado y datado por él fue uno sobre Dinamarca: Regni Daniæ Accuratissima delineatio Perfeckte Kaerte van't Conjnckryck Denemarcken, en 1659. Sus primeros mapas mundiales, Nova Totius Terrarum Orbis Tabula Auctore F. De Wit (43×55 cm), y Nova Totius Terrarum Orbis Tabula (un mapa mural, 140 × 190 cm), aparecieron en torno a 1660.
Su Atlas empezó a aparecer alrededor de 1662, y para 1671 incluía de unos 17 a 151 mapas de cada parte. En la década de 1690, empezó a utilizar un nuevo título, Atlas Maior, pero continuó usando el previo. Su atlas de los Países Bajos, primero publicado en 1667, se llamó Nieuw Kaertboeck van de XVII Nederlandse Provinciën y contuvo de 14 a 25 mapas.
Sus atlas costaban entre 7 y 20 florines, dependiendo el número de mapas, color y la calidad de la encuadernación (€47, $70 a €160, $240 hoy en día). En torno a 1675, De Wit realizó otro atlas náutico. Los mapas en este atlas reemplazaron las más tempranas de 1664, que son conocidos hoy en cuatro ejemplos de encuadernaciones y unas cuantas copias sueltas; Las nuevas se vendieron en un libro de mapas y en parte de sus atlas. Publicó al menos 158 mapas de la tierra y 43 otros en hojas de folio separados. Es en torno a esta fecha, cuando también realizó una versión del Novissima et Accuratissima Totius Americæ Descriptio.
En 1695, De Wit empezó a publicar un atlas urbano de los Países Bajos después de que adquiriese varios de planos urbanos en la subasta de la empresa de publicación de placas de impresión del conocido Willem Blaeu. Datar sus atlas se considera difícil, pues normalmente los mapas no tienen grabada una fecha, y sus fechas de publicación abarcaron muchos años.

### Estatus social
A través de su matrimonio con María van der Way obtuvo en 1662 los derechos de ciudadanía de Ámsterdam, y se hizo miembro de la Guilda de San Lucas en 1664. En 1689, De Wit solicitó y recibió un privilegio de 15 años de los estados de Holanda y del oeste de Friesland, que protegieron su derecho de publicar y vender sus mapas. En 1694 fue nombrado un ciudadano bueno de la ciudad de Ámsterdam.

## Legado
Después de la muerte de De Wit en 1706, su mujer María continuó el negocio por cuatro años imprimiendo y editando los mapas de De Wit hasta 1710. Aun así, sabiendo que su hijo Franciscus era ya un próspero mercader de bacalao por aquel entonces y tenía poco interés en el negocio de su padre, no tomó el control de la casa editorial. En 1710, María vendió la empresa en subasta.
En la subasta, la mayoría de las placas de atlas y algunos mapas murales se vendieron a Pieter Mortier (1661–1711), un geógrafo, grabador en cobre, impresor y editor de Ámsterdam. Después de que Mortier muriese, su empresa eventualmente pasó a la propiedad de su hijo Cornelis Mortier y Johannes Covens I, quienes fundaron juntos Covens & Mortier el 20 de noviembre de 1721. Covens & Mortier creció hasta ser una de las casas de publicación cartográfica más grande del siglo XVIII. Las 27 placas de cartas de su atlas marítimo de 1675 se vendieron en la subasta de 1710 al vendedor de impresión de Ámsterdam Luis Renard, quien los publicó bajo su propio nombre en 1715, y luego los vendió a Rennier y Joshua Ottens quienes continuaron publicándolos hasta mediados de siglo.
La mayoría de bibliotecas de colecciones especiales, bibliotecas de mapas raros y de colecciones privadas, guardan copias de los atlas y mapas de De Wit. Hasta la fecha, más de 121 y miles de mapas sueltos han sido identificados.